# 어간
어간(語幹)은 문법에서 어형 변화의 기초가 되는 부분을 말한다.
이 용어는 해당 언어의 형태에 따라 약간 다른 의미로 사용된다. 예를 들어 아타바스칸(Athabaskan) 언어학에서 동사 어간은 자체적으로 나타날 수 없고 단어의 어조를 전달하는 어근이다. 아타바스칸 동사는 일반적으로 이 분석에서 두 개의 어간을 가지며 각 어간은 접두사가 선행한다.
대부분의 경우 단어 어간은 기울어짐 동안 수정되지 않지만 일부 언어에서는 특정 형태론적 규칙이나 특성(예: sandhi)에 따라 수정(모음 교체)할 수 있다. 폴란드어의 예시: miast-o ("도시"), w mieść-e ("도시에서"). 영어로는 "sing", "sang", "sung"이다.
언어 내 및 언어 간 단어 어간과 어근 사이의 어간을 밝히고 분석함으로써 비교 문헌학과 비교 언어학이 언어와 어족의 역사를 결정할 수 있게 되었다.

## 같이 보기
- 형태론
- 어근
- 어간 추출